# Великая Березовица
Великая Березовица (укр. Велика Березовиця) — посёлок в Тернопольском районе Тернопольской области Украины. Административный центр Великоберезовицкой поселковой общины.
Южный пригород Тернополя (7 км от центра города). Расположен в центре района на левом и (частично) правом берегу реки Серет.

## Население
Население по переписи 2001 года составляло 6503 человека.
По состоянию на 1 января 2020 года численность населения составляла 8495 человек.

### Языковой состав
Родной язык населения по данным переписи 2001 года:
| Язык       | Численность, чел. | Доля     |
| ---------- | ----------------- | -------- |
| Украинский | 6 462             | 99,37 %  |
| Другое     | 41                | 0,63 %   |
| Итого      | 6 503             | 100,00 % |

## Транспорт
Через посёлок проходят железнодорожная линия Тернополь-Чортков и автодорога Тернополь-Черновцы.